# Reproductor de audio digital

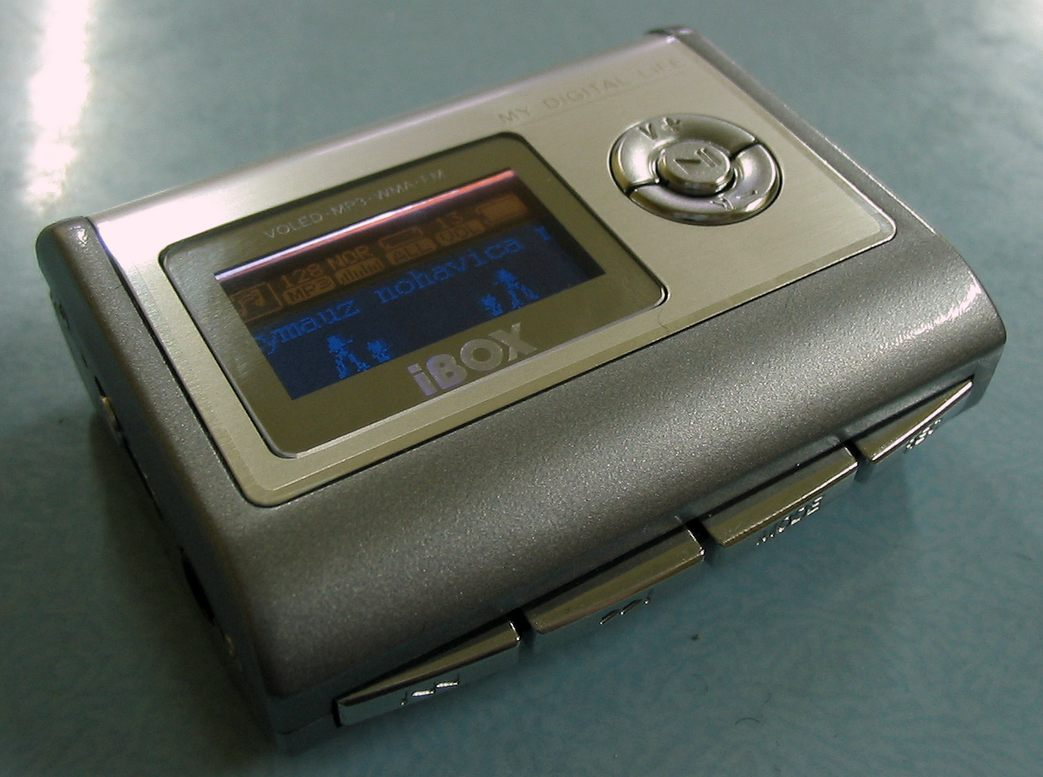
Un reproductor con memoria flash (iBox Mediaman)

Un reproductor de audio digital es un dispositivo que almacena, organiza y reproduce archivos de audio digital. Comúnmente se le denomina reproductor de MP3, reproductor MP3, o simplemente MP3 (debido a la ubicuidad del formato *.mp3), pero los reproductores de audio digital reproducen a menudo otros formatos de archivo como algunos otros formatos propietarios aparte de MP3, por ejemplo Windows Media Audio (WMA) y Advanced Audio Coding (AAC) así como formatos totalmente libres de patentes o "abiertos", como Ogg Vorbis, FLAC, y Speex (todo parte del proyecto abierto de multimedia Ogg). Algunos reproductores soportan tecnología DRM restrictiva que son parte de algunos formatos propietarios, como WMA DRM, que a menudo forman parte de ciertos sitios de descargas de pago.

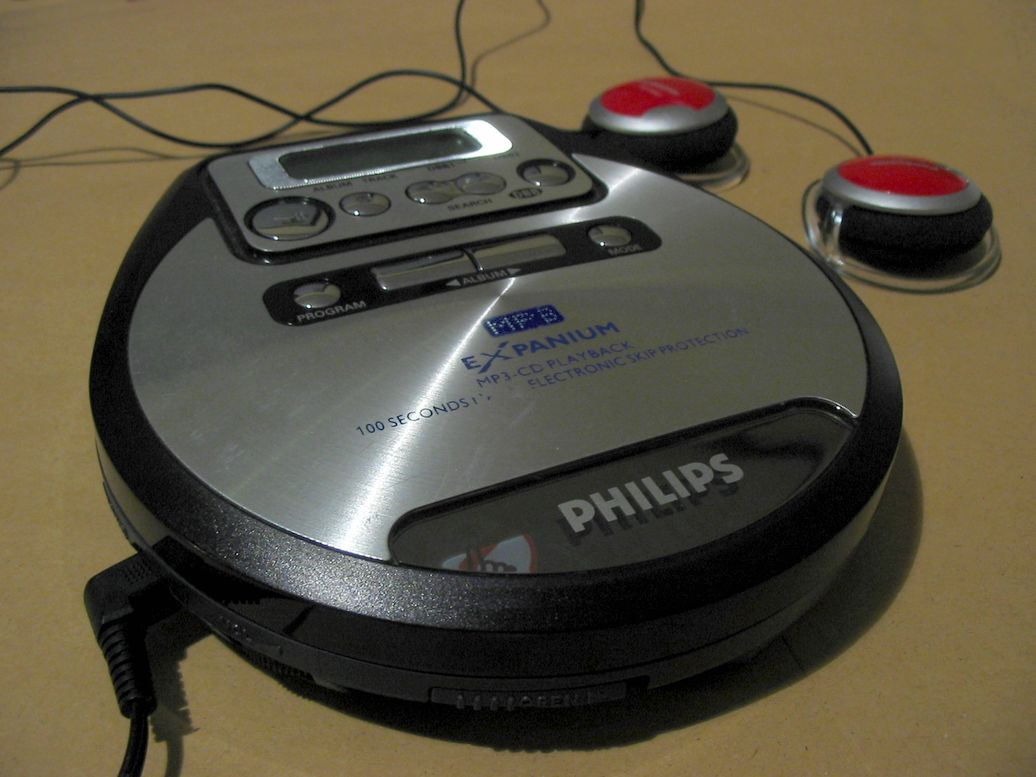
Un reproductor de CD MP3 (Philips Expanium)

Existen principalmente tres tipos de reproductores de audio digital:
- Reproductores de CD MP3 - Dispositivos que reproducen discos   CD. A menudo, pueden ser usados para reproducir CD de audio y CD de datos caseros que contienen MP3 u otros ficheros de audio digital.
- Reproductores basados en Flash - Estos son dispositivos que almacenan ficheros de audio digital en memoria interna o externa, como tarjetas de memoria. La capacidad fue en aumento llegando a las varias decenas o centenas de GB, típicamente entre 128MB y 64GB, que pueden ser a menudo ampliados con memoria adicional. Son baratos y resistentes a golpes. No están provistos de CD y tienen un puerto USB.
- Reproductores basados en disco duro - Dispositivos que leen ficheros de audio digital desde un disco duro. Estos reproductores tienen capacidades de almacenamiento desde 1,5GB a 160GB, dependiendo en la tecnología del disco duro. A contrapartida de los basados en flash son sensibles a los golpes o incluso la más mínima vibración cuando funcionan puede estropearlos. El iPod de Apple, el Creative Zen y el Commodore eVIC son ejemplos de populares reproductores basados en disco duro. Este tipo de reproductores fue superado por los basados en Flash.

## Recomendaciones
- Las aplicaciones de sincronización pueden ser actualizadas mediante Internet para contar con las últimas características, mejoras, correcciones de errores y actualizaciones de seguridad. Algunos ejemplos son Reproductor Multimedia, iTunes, MusicBee y AIMP todas ellas gratuitas.
- Usar el reproductor a un nivel moderado para evitar daños en los oídos. Tener especial cuidado al ser usado por niños y procurar que eviten su uso con auriculares por periodos prolongados.
- Evitar su uso con auriculares al conducir vehículos como autos y bicicletas para evitar accidentes.[1] En el automóvil u otro vehículo similar se puede enlazar con el sistema de audio con la tecnología Bluetooth o usando un cable auxiliar que se puede comprar en una tienda de audio, telefonía o electrónica.
- Leer las instrucciones del dispositivo, especialmente sobre la aplicación de sincronización. La mayoría de los dispositivos actuales solo son compatibles con las versiones más nuevas de Microsoft Windows como Windows 7, 8.1. 10 y 11, por lo que no podrían funcionar con máquinas con Windows Vista ni Windows XP.
- En la mayoría de los casos se pueden adquirir accesorios como correas, cinturones, altavoces inalámbricos, cubiertas entre otros.
- Al usar el formato MP3 existe un compromiso entre la calidad de sonido y la cantidad de espacio ocupada. Para lograr un mejor equilibrio, se recomienda una velocidad de 128 Kbps[2] o de 128-192 kbps reservando velocidades menores para los contenidos hablados.[3]
- Al adquirir música en Internet existe un riesgo si los archivos cuentan con gestión de derechos digitales. que permite la reproducción solo en dispositivos autorizados. Un accidente, un problema o la pérdida o robo del equipo o el cierre de la tienda puede provocar la pérdida permanente de los contenidos adquiridos. Para evitarlo se recomienda comprar la música en discos compactos o en tiendas que vendan archivos sin protección.
- En caso de insatisfacción con los auriculares incluidos se pueden comprar otros distintos o mejores en las tiendas de telefonía, audio o electrónica.

## Descarga de contenidos
- Primero se debe convertir la música adquirida en discos compactos en archivos de audio comprimido, siendo el MP3 el formato más común. La conversión puede ser realizada con aplicaciones como Windows Media Player, iTunes, MusicBee o AIMP agregando en el proceso los metadatos ID3 como los nombres de pistas, el álbum, el intérprete entre otros.[4][5]
- Si se copian los datos musicales a una memoria USB o el reproductor acepta transferencias directas, solo es necesario seleccionar la música comprimida y copiarla como cualquier archivo.
- Si por otro lado, el reproductor es compatible con una aplicación de sincronización como Windows Media Player, MusicBee o iTunes, entonces la sincronización se debe realizar con ellos para transferir los álbumes y listas de reproducción para filtrar las transferencias en base a uno o varios criterios (género, artista, fecha de adición entre otros). La función de listas no está disponible en todos los modelos. [6] [7]
- En el caso de las imágenes, se recomienda transferirlas en formato JPG o PNG para una mejor compatibilidad. La transferencia puede ser directa o a través de la aplicación de sincronización.[8]
- El video debe ser transferido en formato MP4 (H.264/MPEG-4 AVC) para materiales en Definición estándar o Alta definición; o en formato HEVC H.265 para materiales de Ultra alta definición, siendo convertido con aplicaciones como Handbrake de ser necesario. Posteriormente debe ser transferido según el manual del dispositivo.[9]
- La memoria USB debe usar el formato FAT 32 o exFAT dependiendo del dispositivo. Se recomienda revisar el manual del dispositivo o buscar sus especificaciones en línea para confirmar el formato a usar.[10]

## Principales reproductores de audio digital y fabricantes
- Archos

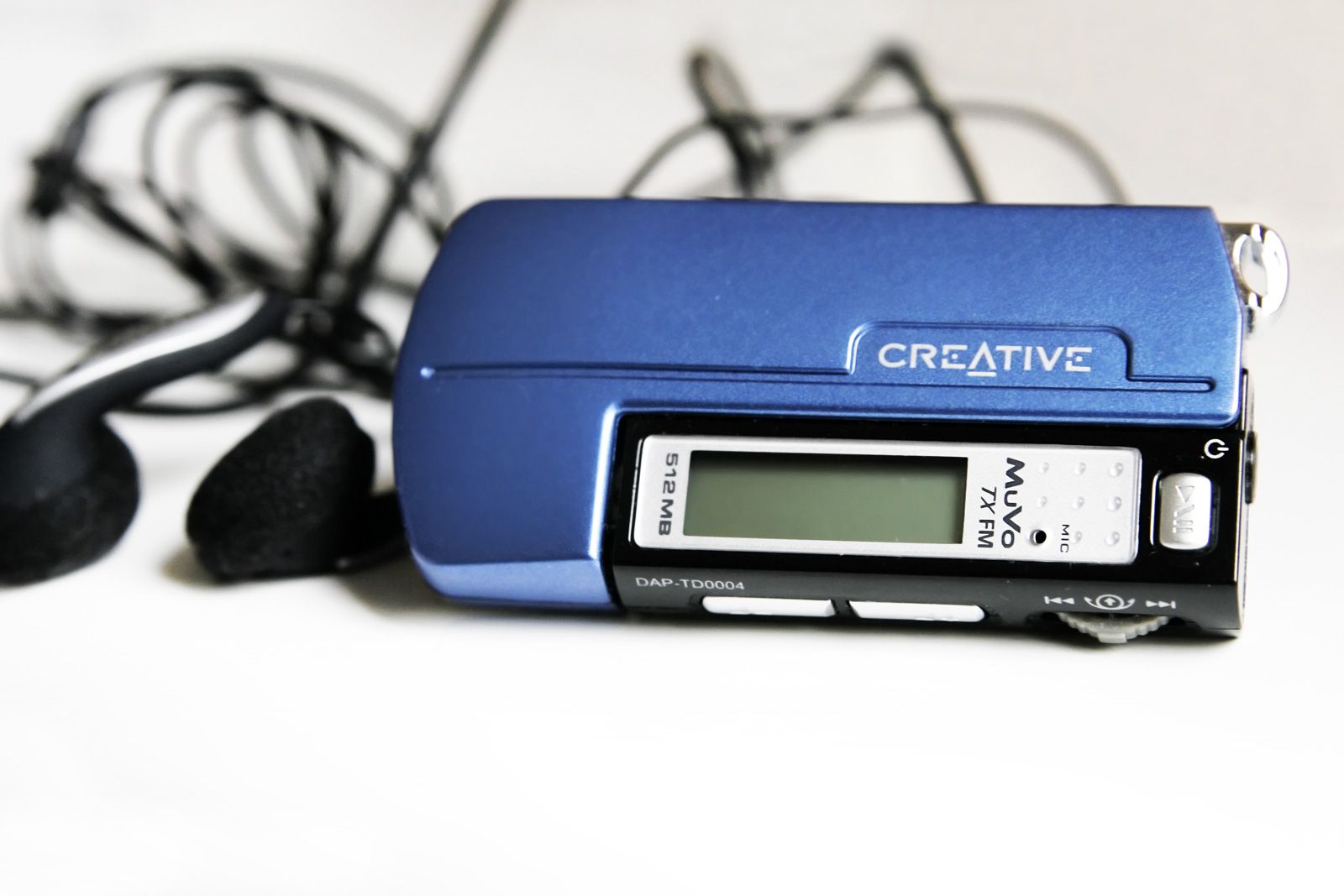
Creative MuVo TX FM 512mb

- Commodore eVIC, de Commodore International
- Creative NOMAD, Creative Zen, MuVo, de Creative Technology[11]
- Gigabeat, de Toshiba
- GoGear, de Philips
- iAudio, de Cowon
- iPod, de Apple Inc.
- iRiver
- Sandisk Sansa de Sandisk
- Q-Be
- Walkman, PlayStation Portable, de Sony
- Yepp, de Samsung
- Zune, de Microsoft
- Energy System[12]